# 放蕩樂團
放蕩樂團（英語：The Libertines）是一個在2000年初聲名大噪的英式搖滾樂團，是當時後龐克復興潮流的先鋒。

## 解散
卡爾巴拉特組的新團是—(美麗壞東西樂團)，蓋瑞包威爾也加入擔任鼓手。彼得道何提組的是—(步履蹣跚樂團)。

## 重組
2014年，樂團重組。
2019年10月27日起，樂團將在歐洲進行新一輪的巡迴演出。

## 音樂類型
影響卡爾和彼得的音樂有些不同，卡爾欣賞地下絲絨（The Velvet Underground）、門戶樂隊（The Doors）、金格·萊恩哈特，彼得則喜愛。
樂團常被拿來與一些典型的英式搖滾樂團作比較，像他們與披頭四的相似之處就是蓬亂的頭髮和狂野卻旋律優美的音樂。他們的唱片也常被比作、的早期作品和(衝擊樂團)的第一張專輯以及早期單曲。或許他們最像的就是搖滾先鋒-(吵鬧公雞樂團)了。
他們大部份的歌詞都夾雜英式倫敦話(cockney)，而且用著近乎酒醉的含糊嗓音唱出英式生活的味道。
在他們的態度和現場演出方面可比性手槍樂團，因為雙方都精力旺盛且毫無秩序可言。

## 相關網站
The Libertines Songbook （页面存档备份，存于） 提供樂團歌曲中吉他貝斯的譜和指法